# Гери (Западна Вирџинија)
Гери (енгл. Gary) град је у америчкој савезној држави Западна Вирџинија.

## Демографија
По попису из 2010. године број становника је 968, што је 51 (5,6%) становника више него 2000. године.
| Група             | 2000.       | 2010.       |
| Белци             | 560 (61,1%) | 681 (70,4%) |
| Афроамериканци    | 326 (35,6%) | 268 (27,7%) |
| Азијати           | 0 (0,0%)    | 2 (0,2%)    |
| Хиспаноамериканци | 5 (0,5%)    | 6 (0,6%)    |
| Укупно            | 917         | 968         |